# 外地島

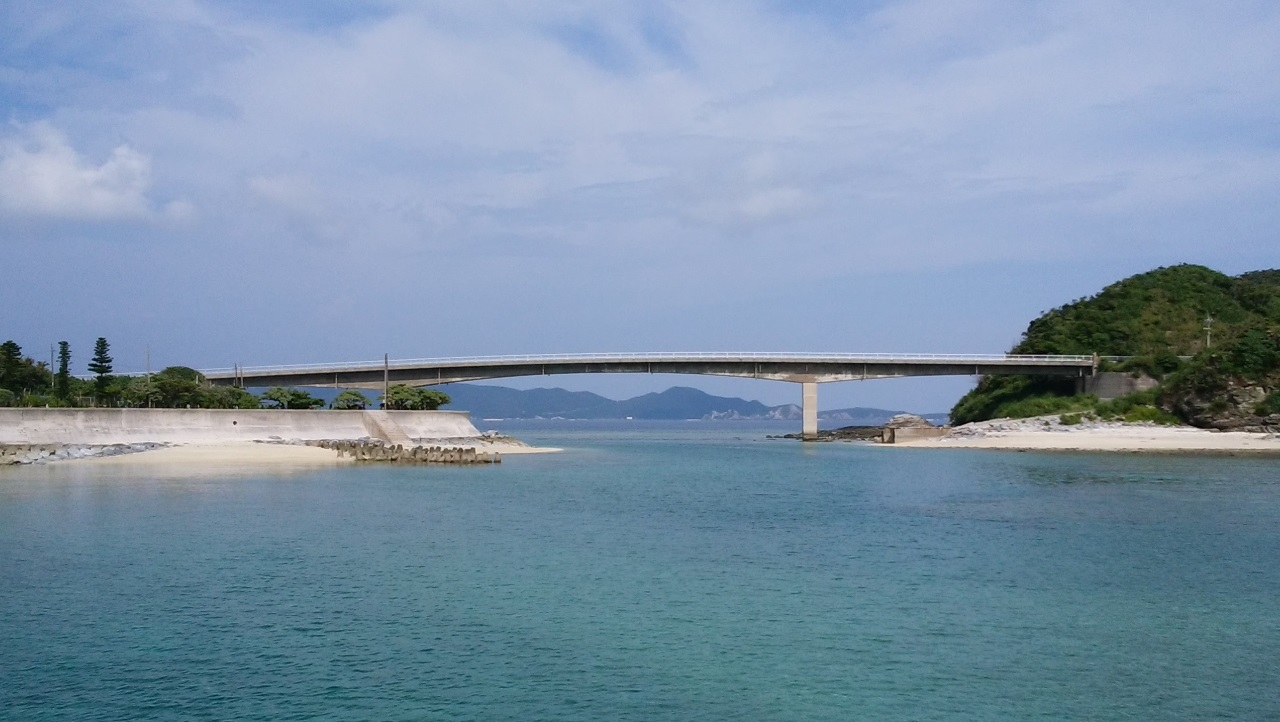
慶留間橋

外地島（ふかじしま）は、阿嘉島の南東約2kmに位置する慶良間諸島の無人島である。行政上は沖縄県島尻郡座間味村に属し、面積0.83km2、周囲4.6kmの島である。

## 概要
慶良間空港（ケラマ空港）を抱える無人島であり、有人島である慶留間島とは慶留間橋で繋がっている。元々は慶留間島住民の耕作地であったが、1982年（昭和57年）に標高76mの台地をならして空港を建設した。